# Mount Ronne
Mount Ronne är ett berg i Antarktis. Det ligger i Västantarktis. Inget land gör anspråk på området. Toppen på Ronne är 775 meter över havet.
Terrängen runt Ronne är huvudsakligen kuperad. Trakten är obefolkad. Det finns inga samhällen i närheten. 